# The Bribe
The Bribe is een Amerikaanse film noir uit 1949 onder regie van Robert Z. Leonard. Destijds werd de film in Nederland uitgebracht onder de titel Losprijs.

## Verhaal
De bemiddelaar Rigby wordt door de Amerikaanse regering naar een eiland in de Caraïben gestuurd. Daar moet hij de smokkel van overtollig oorlogsmaterieel voorkomen. Hij treft er de hoofdverdachte Tugwell Hintten en diens knappe vrouw Elizabeth. Rigby wordt zelf in het oog gehouden door J.J. Bealer, die hem een som geld aanbiedt om het eiland te verlaten. Wanneer Elizabeth en Rigby verliefd worden, zorgt dat voor de nodige complicaties.

## Rolverdeling
| Acteur           | Personage         |
| ---------------- | ----------------- |
| Robert Taylor    | Rigby             |
| Ava Gardner      | Elizabeth Hintten |
| Charles Laughton | J.J. Bealer       |
| Vincent Price    | Carwood           |
| John Hodiak      | Tugwell Hintten   |
| Samuel S. Hinds  | Dr. Warren        |
| John Hoyt        | Gibbs             |
| Tito Renaldo     | Emilio Gomez      |
| Martin Garralaga | Pablo Gomez       |